# Frank Sando
Frank Dennis Sando (14 de marzo de 1931 - 13 de octubre de 2012) fue un atleta británico. Ganó el Cross de las Naciones en 1955 y 1957, además de obtener la medalla de bronce en los 10.000 m en los Europeos de atletismo de Berna en 1954 y representar a Gran Bretaña en dos Juegos Olímpicos consecutivos.

## Carrera
Dejó el ejército en 1951 y comenzó a trabajar para el Grupo Reed Paper en Aylesford, Kent, donde conoció a su futura esposa Sybil Page. Después de dimitir de Maidstone Harriers, se unió al club de atletismo del Grupo Paper, haciendo malabares con el trabajo, los exámenes profesionales, compromisos familiares y su carrera deportiva. Fue en este tiempo que se ganó el apodo de "Maidstone Mudlark".
En el Campeonato Europeo de Atletismo de 1954, disputado en la ciudad suiza de Berna, ganó la medalla de bronce en la prueba de 10 000 m.